# Галлиполи (футбольный клуб)
«Галлиполи» — итальянский футбольный клуб из одноимённого города. Основан в 1999 году. Домашние матчи проводит на стадионе «Антонио Бьянко», вмещающем 5000 зрителей. Сезон 2008/2009 клуб провёл в Серии С1, но, заняв там первое место в своей группе, добился права, впервые в своей истории, выступать в сезоне 2009/2010 в Серии Б. В 2010 году, после банкротства, он снова стартует из любителей, и сегодня команда называется А.С.Д. Город Галлиполи.